# Russkogo Soldata, buhta
Russkogo Soldata, buhta är en vik i Antarktis. Den ligger i Östantarktis. Australien gör anspråk på området.